# Museo de Ciencias Naturales del Estado de México
El Museo de Ciencias Naturales del Estado de México es un recinto ubicado en el Parque de los Matlanzincas en Cerro del Calvario. Tiene la finalidad de difundir, mostrar y explorar la preservación de recursos naturales, centrándose en Biología y Geología. 

## Museo
El recinto cuenta con seis salas de exhibición que muestran permanentemente colecciones cuyos nombres son:
- Universo y Sistema solar.
- Geología.
- Biodiversidad del Estado de México.
- Lepidópteros.
- Insectos.
- Ecología.

Estas salas se apoyan en material fotográfico, murales, y animales disecados, destacando su colección de mariposas que cuenta con más de 3000 ejemplares.
El museo también cuenta con una sala dedicada para exposiciones temporales; las cuales en su mayoría se relacionan con el medio ambiente y la cultura. En forma de actividades complementarias, el museo cuenta con servicio gratuito de visitas guiadas y de concursos de arte.